# Hranush Arshagyan
Heranush (Nargiz) Arshagian (en arménien : Հերանոյշ (Նարգիզ) Արշակեան ; 28 juillet 1887 à Constantinople, Turquie ottomane - 1905 à Constantinople, Empire ottoman) était une poétesse arménienne.

## Vie et études
Heranush Arshagian est née dans le quartier de Beşiktaş à Constantinople en 1887. Son père Hagop, mort quand elle avait 3 ans, était un éminent militant des droits sociaux dans la communauté arménienne. Quand Heranush Arshagian atteint l'âge de 10 ans, elle fait son entrée dans l'école de filles française Bakırköy. 
Après un an et demi d'études dans cette école de filles, Arshagian rejoint l'école arménienne Makruhian dans le district de Beşiktaş. Les enseignants de Heranush Arshagian sont très impressionnés par ses essais et écrits. Cependant elle doit interrompre ses études à cause de problèmes de santé. Ses médecins lui suggèrent de s'installer hors de la ville.
Arshagian va s'installer dans une ferme à la périphérie de Yedikule, où l'environnement naturel lui donne une certaine inspiration. C'est durant ces années qu'elle commence à écrire de la poésie. Elle écrit dans ses mémoires, « Les champs sont verts. Au loin, je peux voir Constantinople avec ses banlieues toujours mouvantes. Au-delà, il y a les collines et les montagnes couvertes de brouillard et la mer de Marmara si belle, si tremblante sous les rayons ardents du soleil,... ».
Heranush Arshagian décède en 1905, à l'âge de 18 ans.

## Sa poésie
Elle a écrit une série de poèmes lyriques, des romans et des nouvelles publiés après sa mort dans le journal de Hayganush Marc Tsaghig (La Fleur). En 1910, Hrand Nazariantz, qui avait toujours été en contact avec Heranush Arshagian, a publié un livre sur la vie et les travaux de la poétesse à Constantinople.